# Richford (Nowy Jork)
Richford – miasto w Stanach Zjednoczonych, w stanie Nowy Jork, w hrabstwie Tioga.
W Richford urodził się amerykański przedsiębiorca, filantrop i fundator Uniwersytetu Chicagowskiego, John D. Rockefeller.